# Terry Funk
Terrance "Terry" Funk (født 30. juni 1944, død 23. august 2023) var en amerikansk fribryder og wrestlinglegende, der var berygtet for sin brutale kampstil og for sin lange karriere. Terry Funk kæmpede bl.a. for ECW, WWF, WCW, XPW og mange flere.

## World Championship Wrestling (2000-2001)
Terry Funk blev bragt ind i World Championship Wrestling den 3. januar 2000 på årtusindets allerførste udgave af Monday Nitro. Han blev bragt ind som direktør for WCW, som skulle hjælpe forbundet med én gang for alle at skille sig af med nWo. Derfor fejdede Terry Funk med det samme mod nWo-lederen Kevin Nash, og de mødtes ved WCW Souled Out 2000, i en kamp hvor vinderen ville få ejerskab over WCW. Kevin Nash vandt kampen, og Terry Funk indledte efterfølgende en fejde mod Ric Flair, som havde været 11 år undervejs. De mødtes i en "Death match" ved WCW Superbrawl 2000, som Ric Flair vandt.